# Najman-beg
Najman-beg – tatarski książę, protoplasta wielu polskich rodów tatarskich, uczestnik bitwy pod Grunwaldem.
Nie wiadomo właściwie, jakie imię nosił, określenie „Najman-beg” nie jest imieniem własnym lecz tytułem, oznacza tyle co „książę Najmanów”. Sądząc po tytule „beg”, Najman-beg był krewnym panującej w ordzie dynastii chanów, potomków wielkiego Czyngis-chana. Tylko tacy mieli prawo do tytułu „beg”. Prawdopodobnie jego przodkiem był jeden z dowódców Czyngis-chana, Dżebe, który w początkach XIII wieku pokonał tureckie plemię Najmanów i włączył je do imperium Czyngis-chana, uzyskując w zamian z jego rąk tytuł „księcia Najmanów”, jak to było w zwyczaju w imperium mongolskim.
Najman-beg przybył na Litwę na początku XV wieku, jako członek wyborowego zastępu arystokracji tatarskiej, wysłanego pod wodzą Dżalal ad-Dina (późniejszego krótkotrwałego chana Złotej Ordy) jako oddział posiłkowy w wojnie wielkiego księcia Witolda z zakonem krzyżackim. Poczet klientów i sług Najman-bega był tak liczny, że dał początek aż dwu tatarskim chorągwiom: najmańskiej i typirskiej, zwanej później kondracką.
Zostając na Litwie otrzymał wielkie dobra, głównie w powiecie oszmiańskim, obejmujące, m.in. następujące późniejsze miejscowości: Bohdanowo, Cicin, Dowbuciszki, Kadyszewicze, Kaskiewicze, Kienię, Kryczyn, Mereszlany, Sielce i Starosielce, oraz „dworzec” w Wilnie przy boku księcia Witolda, położony przy ulicy zwanej później Tatarską.
Najman-beg miał prawdopodobnie dwu synów: Piotra i Kowrata. Być może jego synem był również żyjący w połowie XV wieku Oliszko. Najstarszym synem był zapewne Piotr – jego potomkowie stale piastowali chorąstwo zaciągu najmańskiego.
Potomkowie Piotra dali początki rodzinom Andrzejewiczów (vel Andrzejewskich), Andrysewiczów, Arsłanowiczów, Cicińskich, Chorumowiczów, Jakubowiczów, Małuszewiczów, Kadyszewiczów, Kasymowiczów, Minbułatowiczów, Mucharemowiczów, Piotrowiczów, Piotrowskich, Sieleckich, Skirmuntów, Szeichów-Starosielskich i Tomkiewiczów.
Kowrat jest protoplastą rodzin Adzykiczów, Bazarewiczów, Giełwanowskich, Kazkowiczów, Kryczyńskich, Rusinów, Sulewiczów, Tokoszów, Ułanowiczów i Zawackich vel Zawadzkich.
Oleszko jest przodkiem rodzin Bołciuków, Obutków, Oskiewiczów, Radeckich i Stankiewiczów.